# 도브로렛 항공
도브로렛 항공(러시아어: Добролёт, 영어: Dobrolet Airlines)은 아에로플로트에 소속된 항공사로, 러시아의 저비용 항공사이며 셰레메티예보 국제공항을 허브 공항으로 러시아 국내 목적지에 정기편을 취향한다.

## 역사
도브로렛 항공은 2013년 가을에 아에로플로트에 의해 창립되었으며, 주공항은 셰레메티예보 국제공항이다. 도브로렛 항공은 2014년 5월 14일 보잉 737-800 기종으로 첫 운행을 하였다.
도브로렛이라는 이름은 1923년 Dobrolet Russian Voluntary Air Fleet Joint-Stock Company가 설립 되었을 때의 이름을 따온 것이다.
유럽 연합은 러시아에 대한 제제 중 2014년 7월 30일 도브로렛 항공을 블랙리스트에 포함시켰다. 도브로렛 항공은 모스크바와 심페로폴 사이의 항공편을 독점하여 운영하였다. 하지만 유럽 연합의 제재 조치의 결과로 2014년 8월 3일 회사가 모든 운영을 중단한다고 발표하였다.
향후 2017년에서 2018년 사이 운항을 재개할 예정이다.

## 운항 노선[4]
- 러시아
  - 모스크바 - 셰레메티예보 국제공항
  - 심페로폴 - 심페로폴 국제공항
  - 볼고그라드 - 볼고그라드 국제공항
  - 카잔 - 카잔 국제공항
  - 페름 - 페름 국제공항
  - 슈르구트 - 슈르구트 국제공항
  - 우파 - 우파 국제공항
  - 예카테린부르크 - 콜초보 국제공항

## 보유 기종
- 2014년 5월 기준으로 도브로렛 항공은 다음과 같은 기종을 보유하고 있다.